# Giuseppe Maria Bonaparte
Giuseppe Maria Buonaparte ou Joseph Marie Bonaparte, né le 31 mai 1713 à Ajaccio et mort le 13 décembre 1763 dans la même ville, est un homme politique corse.

## Biographie
Il est le fils de Sebastiano Nicola Buonaparte (it) (1683-avant 1720) et de son épouse Maria Anna Tusoli (1690–1760).
En 1749, Giuseppe est le député qui représenta la ville d'Ajaccio au conseil de Corte.
Il meurt en 1763, laissant des enfants mineurs dont la tutelle est assurée par son frère Lucien.

## Mariages et enfants
Le 5 mars 1741, Giuseppe épouse à Ajaccio sa première femme, Maria Saveria Paravicini (7 septembre 1715, Ajaccio – avant 1750). Elle est la fille de Giuseppe Maria Paravicini et d'Anna Maria Salineri. Ses deux parents étaient membres de la noblesse de la république de Gênes. Ils ont eu quatre enfants :
- Maria Gertrude Buonaparte (28 novembre 1741, Ajaccio – décembre 1793). mariée à Ajaccio, le 25 juin 1763 avec Nicola Luigi Paravisini, chancelier de la ville d'Ajaccio (vers 1739, Ajaccio – 8 mai 1813, Ajaccio).
- Sebastiano Buonaparte (1743, Ajaccio – 24 novembre 1760, Ajaccio).
- Charles Marie Buonaparte (29 mars 1746 – 24 février 1785). marié en juin 1764, Maria Letizia Ramolino. Ils furent les parents de Joseph, Napoléon Ier, Lucien, Elisa, Louis, Pauline, Caroline et Jérôme Bonaparte.
- Marianna Buonaparte, morte jeune.

Maria Saveria Paravicini meurt avant lui et il se remarie en secondes noces avec Maria Virginia Alata (5 février 1725 – ?), fille de Domenico Alata.